# Fourneaux (Saboya)
Fourneaux es una comuna francesa situada en el departamento de Saboya, de la región de Auvernia-Ródano-Alpes. 

## Demografía
| 1 786 | 1 793 | 1 554 | 1 304 | 1 078 | 883 | 797 | 679 | 666 |
| Para los censos de 1962 a 1999 la población legal corresponde a la población sin duplicidades (Fuente: INSEE [Consultar]) |       |       |       |       |     |     |     |     |